# Ambtonia
Ambtonia is een geslacht van kreeftachtigen uit de klasse van de Ostracoda (mosselkreeftjes).

## Soorten
- Ambtonia glabra Malz, 1982 †
- Ambtonia obai (Ishizaki, 1971)
- Ambtonia tongassensis Brouwers, 1993
- Ambtonia tsukui Hu & Tao, 2008